# Infected (album de The The)
Pour les articles homonymes, voir Infected.
Albums de The The
Soul Mining
(1983) Mind Bomb
(1989)
Singles
1. Heartland
Sortie : 4 août 1986
2. Infected
Sortie : 13 octobre 1986
3. Slow Train to Dawn
Sortie : 12 janvier 1987
4. Sweet Bird of Truth
Sortie : 11 mai 1987

Infected est le deuxième album studio de The The, sorti le 17 novembre 1986.

## Contenu
The The est alors composé uniquement du chanteur, auteur-compositeur et multi-instrumentiste Matt Johnson. Il est accompagné par des musiciens de session et des amis tels que le batteur d'Orange Juice Zeke Manyika, Anna Domino et la chanteuse de Rip Rig + Panic Neneh Cherry. C'est un album engagé, en partie consacré à la condamnation de la politique menée par Margaret Thatcher. John Lydon, l'ancien chanteur des Sex Pistols, déclare que c'est le disque le plus méchant qu'il avait entendu depuis des années. L'influence de Tom Waits y est palpable, en particulier dans le morceau Sweet Bird of Truth.
Les chansons Infected, Heartland  et Sweet Bird of Truth sont toutes trois censurées par la BBC. La première en raison de son évocation du SIDA, la seconde pour sa critique véhémente de la politique de soumission britannique vis-à-vis des États-Unis, et la troisième parce qu'elle compare les différences de motivation entre des soldats occidentaux rémunérés et des djihadistes fanatisés.
La sortie de l'album est accompagnée d'un long métrage, Infected: The Movie, tourné en Bolivie, au Pérou et à New York. Il contient plusieurs clips dirigées par différents réalisateurs, principalement Tim Pope et Peter Christopherson (de Throbbing Gristle).
Tout comme le précédent (Soul Mining), les illustrations de la pochette sont réalisées par Andrew Johnson, le frère de Matt, sous le pseudonyme d'Andy Dog. L'œuvre a un style distinctif et suscite parfois la controverse, notamment la sortie initiale du single Infected, qui représente un diable se masturbant. Le disque est retiré de la vente et réédité avec une version modifiée du même dessin.

## Réception
Cet album donne lieu à quatre singles classés dans les charts britanniques, notamment Heartland, qui atteint le Top 30. Aux États-Unis, l'album se classe 89e au Billboard 200.
En 2000, le magazine Q range Infected à la 99e place de son classement des « 100 meilleurs albums britanniques de tous les temps ». Il est recensé dans l'ouvrage 1001 albums qu'il faut avoir écoutés dans sa vie de Robert Dimery.

## Liste des titres
Toutes les chansons sont écrites et composées par Matt Johnson, sauf mention contraire.
| No | Titre                           | Auteur                 | Durée |
| -- | ------------------------------- | ---------------------- | ----- |
| 1. | Infected                        |                        | 4:49  |
| 2. | Out of the Blue (Into the Fire) |                        | 5:10  |
| 3. | Heartland                       |                        | 5:01  |
| 4. | Angels of Deception             |                        | 4:37  |
| 5. | Sweet Bird of Truth             |                        | 5:22  |
| 6. | Slow Train to Dawn              |                        | 4:14  |
| 7. | Twilight of a Champion          | Johnson, Roli Mosimann | 4:22  |
| 8. | The Mercy Beat                  |                        | 7:22  |

## Musiciens
- Steve Aitken : trombone
- Astarti String Orchestra (Gavin Wright) : cordes
- Guy Barker (en) : trompette, bugle
- Pete Beachill : trombone
- Andy Blake : saxophone baryton
- Dan Brown : basse
- Steve Brown : basse
- Neneh Cherry : voix
- Dave Clayton : synthétiseur
- Jeff Clyne : basse
- The Croquets : chorale
- The Deaf Section : cuivres
- Dave DeFries : trompette
- Anna Domino : voix
- Philip Eastop : cor d'harmonie
- John Edcott : trompette
- Steve Hogarth : piano
- Luís Jardim : percussions
- Bashiri Johnson : percussions
- Matt Johnson : guitares, claviers, voix, percussions
- Judd Lander : harmonica
- Warne Livesey : basse, voix, orgue
- Zeke Manyika : voix
- Bob Mintzer : saxophone
- Roli Mosimann : percussions
- Tessa Niles: voix
- David Palmer : batterie
- Andrew Poppy : cuivres
- Ashley Slater : trombone
- Jamie Talbot : saxophone
- John Thirkell : trompette